# Lijst van rijksmonumenten in Blokzijl
De plaats Blokzijl telt 58 inschrijvingen in het rijksmonumentenregister, hieronder een overzicht. 
| Object | Oorspronkelijke functie?  | Bouwjaar                                                                                      | Architect                                      | Locatie                                                        | Coördinaten?                  | Nr.?   | Afbeelding |
| --- | ------------------------- | --------------------------------------------------------------------------------------------- | ---------------------------------------------- | -------------------------------------------------------------- | ----------------------------- | ------ | --- |
| Pand met voordeuromlijsting en eenvoudige lijstgevel met zware geprofileerde lijst met blokjes rond dakvenster | Woonhuis                  | 1800-1850                                                                                     |                                                | Bierkade 2                                                     | 52° 43' 39" NB, 5° 57' 35" OL | 10438  | Meer afbeeldingen |
| Pand met klokgevel met top in natuurstenen omlijsting met aanzetvoluten en met schelpversiering, oudere cartouche en vernieuwde pui | Woonhuis                  | 1629 midden 18e eeuw (gevel)                                                                  |                                                | Bierkade 3                                                     | 52° 43' 39" NB, 5° 57' 35" OL | 10439  | Meer afbeeldingen |
| Pand met klokgevel met houten top met geprofileerd booglijstje, oudere cartouche en jongere pui | Woonhuis                  | 1634 18e-19e eeuw (gevel)                                                                     |                                                | Bierkade 4                                                     | 52° 43' 39" NB, 5° 57' 35" OL | 10440  | Meer afbeeldingen |
| Pand met eenvoudige lijstgevel met na-empire lijst en rond dakvenster met zijwangen | Woonhuis                  | begin 19e eeuw (gevel, kern is ouder)                                                         |                                                | Bierkade 5                                                     | 52° 43' 39" NB, 5° 57' 35" OL | 10441  | Meer afbeeldingen |
| Pand met halsgevel met tophoeken opgevuld met natuurstenen klauwstukken en ronde beëindiging in een met schelpversiering bekroond natuurstenen lijstje | Werk-woonhuis             | 1783 (gevel)                                                                                  |                                                | Bierkade 6                                                     | 52° 43' 39" NB, 5° 57' 34" OL | 10442  | Meer afbeeldingen |
| Pand met voordeuromlijsting in halsgevel met tophoeken opgevuld met natuurstenen klauwstukken en frontonvormige bekroning | Werk-woonhuis             | 1650-1700                                                                                     |                                                | Bierkade 7                                                     | 52° 43' 39" NB, 5° 57' 34" OL | 10443  | Meer afbeeldingen |
| Pand met getrapte halsgevel met tophoeken opgevuld met natuurstenen vulstukken en met gevelstenen | Woonhuis                  | 1660                                                                                          |                                                | Bierkade 8                                                     | 52° 43' 39" NB, 5° 57' 34" OL | 10444  | Meer afbeeldingen |
| Pand met eenvoudige lijstgevel | Woonhuis                  | 19e eeuw                                                                                      |                                                | Bierkade 9                                                     | 52° 43' 39" NB, 5° 57' 33" OL | 10445  | Meer afbeeldingen |
| Pand met puntgevel bekroond door toppilaster | Woonhuis                  | 1754                                                                                          |                                                | Breestraat 8                                                   | 52° 43' 39" NB, 5° 57' 41" OL | 10446  | Meer afbeeldingen |
| Pand met gewijzigde vensters in topgevel met vlechtingen, waterlijst en toppinakel op natuurstenen consoles | Woonhuis                  | 17e-18e eeuw                                                                                  |                                                | Brouwerstraat 7                                                | 52° 43' 37" NB, 5° 57' 38" OL | 10447  | Pand met gewijzigde vensters in topgevel met vlechtingen, waterlijst en toppinakel op natuurstenen consoles                                             |
| Hervormde kerk | Kerk en kerkonderdeel     | 1609-'13 1630 (toren) uitbr. in 1643-'44, 1650 en 1662 1858 (herst.) 1902 en 1927-'28 (rest.) | H. Meijerink (1902) H.M. Hulsbergen (1927-'28) | Brouwerstraat 11                                               | 52° 43' 37" NB, 5° 57' 39" OL | 10448  | Meer afbeeldingen |
| Fors pand met trapgevel met waterlijsten, cartouche, toppilaster op gebeeldhouwd kapiteel en vernieuwde pui | Woonhuis                  | 1630                                                                                          |                                                | Brouwerstraat 12                                               | 52° 43' 36" NB, 5° 57' 38" OL | 10449  | Meer afbeeldingen |
| Aan drie zijden vrijstaand breed pand met jongere pui en smalle geprofileerde rondgaande daklijst met blokjes onder fors schilddak met jongere dakkapel | Woonhuis                  |                                                                                               |                                                | Domineeswal 1                                                  | 52° 43' 36" NB, 5° 57' 40" OL | 10450  | Aan drie zijden vrijstaand breed pand met jongere pui en smalle geprofileerde rondgaande daklijst met blokjes onder fors schilddak met jongere dakkapel |
| Bescheiden pand met geprofileerde daklijst met blokjes onder fors schilddak | Woonhuis                  | 19e eeuw                                                                                      |                                                | Domineeswal 3                                                  | 52° 43' 37" NB, 5° 57' 41" OL | 10451  | Meer afbeeldingen |
| Pand met voordeuromlijsting, sierankers, geprofileerde daklijst met blokjes en dakkapel met geprofileerd lijstje en zijstukjes | Nijverheid                | 18e-19e eeuw                                                                                  |                                                | Domineeswal 4                                                  | 52° 43' 37" NB, 5° 57' 42" OL | 10452  | Meer afbeeldingen |
| Pand met lijstgevel met geprofileerde lijst met blokjes en tandversiering | Woonhuis                  | 1800-1850                                                                                     |                                                | Domineeswal 5                                                  | 52° 43' 37" NB, 5° 57' 42" OL | 10453  | Meer afbeeldingen |
| Breed pand met lijstgevel met lijst met geprofileerde blokjes en tandversiering en gewijzigde dakkapel | Woonhuis                  | 1800-1850                                                                                     |                                                | Domineeswal 6                                                  | 52° 43' 37" NB, 5° 57' 42" OL | 10454  | Meer afbeeldingen |
| Hoekpand met klokgevel met boogvormige gesloten top in natuurstenen omlijsting, waterlijst en vernieuwde pui (vormt een geheel met nr. 3) | Woonhuis                  | 17e eeuw (kern)                                                                               |                                                | Groenestraat 1                                                 | 52° 43' 39" NB, 5° 57' 31" OL | 10455  | Meer afbeeldingen |
| Pand dat een geheel vormt met nr. 1 | Woonhuis                  | 18e eeuw                                                                                      |                                                | Groenestraat 3                                                 | 52° 43' 39" NB, 5° 57' 31" OL | 10456  | Pand dat een geheel vormt met nr. 1 |
| Woonhuis met klokgevel met top in natuurstenen omlijsting en afgesloten door houten topstuk met boogvormige lijstje | Woonhuis                  | 18e eeuw                                                                                      |                                                | Groenestraat 6                                                 | 52° 43' 39" NB, 5° 57' 30" OL | 10457  | Meer afbeeldingen |
| Pand met topgevel met toppilaster en gewijzigde gevel aan de Kathoek | Woonhuis                  | 18e eeuw                                                                                      |                                                | Kathoek 5                                                      | 52° 43' 39" NB, 5° 57' 41" OL | 10458  | Pand met topgevel met toppilaster en gewijzigde gevel aan de Kathoek                                                                                    |
| Huis met klokgevel met geveltop met natuurstenen aanzetvoluten en topstuk met jaartalcartouche en schelpversiering | Werk-woonhuis             | 1768                                                                                          |                                                | Kerkstraat 5                                                   | 52° 43' 38" NB, 5° 57' 38" OL | 10459  | Huis met klokgevel met geveltop met natuurstenen aanzetvoluten en topstuk met jaartalcartouche en schelpversiering                                      |
| Pand met eenvoudige lijstgevel, geprofileerde lijst, oudere gevelstenen en jongere dakkapel | Woonhuis                  | 19e eeuw                                                                                      |                                                | Kerkstraat 11                                                  | 52° 43' 38" NB, 5° 57' 40" OL | 10460  | Pand met eenvoudige lijstgevel, geprofileerde lijst, oudere gevelstenen en jongere dakkapel                                                             |
| Pand met trapgevel met top met klauwstukken en boogvormig fronton, oeils-de-boeuf, gebeeldhouwde koppen en gevelstenen | Woonhuis                  | 1666                                                                                          |                                                | Kerkstraat 2                                                   | 52° 43' 37" NB, 5° 57' 37" OL | 10461  | Meer afbeeldingen |
| Dubbel pand met klokgevel met natuurstenen aanzetstukken (nr. 4) en lijstgevel met geprofileerde daklijst en voordeuromlijsting (nr. 6) | Werk-woonhuis             | 18e-19e eeuw                                                                                  |                                                | Kerkstraat 4-6                                                 | 52° 43' 38" NB, 5° 57' 37" OL | 10462  | Meer afbeeldingen |
| Pand met lijstgevel met puilijst en met aflopende zijstukken met vlechtingen aan weerszijden van forse geprofileerde lijst aflopende zijstukken met vlechtingen | Woonhuis                  | 18e-19e eeuw                                                                                  |                                                | Kerkstraat 8                                                   | 52° 43' 37" NB, 5° 57' 38" OL | 10463  | Meer afbeeldingen |
| Pand met klokgevel met band van mozaïekmetselwerk en boogvormig gedekte top met natuurstenen aanzetstukken | Woonhuis                  | 1761                                                                                          |                                                | Kerkstraat 10                                                  | 52° 43' 37" NB, 5° 57' 38" OL | 10464  | Meer afbeeldingen |
| Verdiepingloos pand met gepleisterde gevel en geprofileerde gootlijst onder fors schilddak met dakvenster met driehoekig topstuk en gebogen zijvleugels | Werk-woonhuis             | 18e-19e eeuw                                                                                  |                                                | Kerkstraat 12                                                  | 52° 43' 37" NB, 5° 57' 38" OL | 10465  | Meer afbeeldingen |
| Pand met klokgevel (oorspr. trapgevel) in metselwerk met banden, in siermotief gemetselde ontlastingsbogen op de begane grond waarboven een lijst van muizetand, gebeeldhouwde sluitsteen in de middelste ontlastingsboog op de verdieping en houten topstuk met gebogen lijstje | Woonhuis                  | 1615 1810 (top)                                                                               |                                                | Kerkstraat 16                                                  | 52° 43' 38" NB, 5° 57' 39" OL | 10466  | Meer afbeeldingen |
| Dubbel pand met rondgemetselde ontlastingsbogen met verdiepte velden boven de vensters van de verdiepingen en met waterlijsten | Woonhuis                  | 17e eeuw                                                                                      |                                                | Kerkstraat 20-22                                               | 52° 43' 37" NB, 5° 57' 41" OL | 10467  | Meer afbeeldingen |
| Pand met voordeuromlijsting in klokgevel met houten topstuk met boogvormig lijstje | Woonhuis                  | 18e eeuw                                                                                      |                                                | Kerkstraat 24                                                  | 52° 43' 37" NB, 5° 57' 41" OL | 10468  | Meer afbeeldingen |
| Pand met trapgevel met geveltop in de trant van een halsgevel met klauwstukken, boogvormig fronton en oeil-de-boeuf, gevelsteen met inscriptie, puibalk en waterlijsten | Woonhuis                  | ca. 1650 (gevel)                                                                              |                                                | Kerkstraat 26                                                  | 52° 43' 37" NB, 5° 57' 41" OL | 10469  | Meer afbeeldingen |
| Pand met voordeur met bovenlicht in klokgevel met rondgesloten top met aanzetvoluten en natuurstenen omlijsting | Woonhuis                  | 18e eeuw                                                                                      |                                                | Kerkstraat 28                                                  | 52° 43' 37" NB, 5° 57' 42" OL | 10470  | Meer afbeeldingen |
| Pand met gecementeerde puntgevel voorzien van toppilaster | Woonhuis                  | 17e eeuw                                                                                      |                                                | Kerkstraat 30                                                  | 52° 43' 37" NB, 5° 57' 42" OL | 10471  | Meer afbeeldingen |
| Vrijstaand verdiepingloos pand onder fors schilddak met bovenlicht en met geprofileerde lijst in zijgevel aan straatzijde | Woonhuis                  | 19e eeuw                                                                                      |                                                | Kerkstraat 32                                                  | 52° 43' 38" NB, 5° 57' 43" OL | 10472  | Meer afbeeldingen |
| Pand met lijstgevel met voordeur met bovenlicht, geprofileerde lijst met blokjes en dakkapel met top- en zijstukken | Woonhuis                  | 18e-19e eeuw                                                                                  |                                                | Kuinderstraat 3                                                | 52° 43' 39" NB, 5° 57' 31" OL | 10473  | Meer afbeeldingen |
| Pand met lijstgevel met geprofileerde lijst en dakkapel met frontonvormig topstuk en zijvleugels | Woonhuis                  | 1800-1850                                                                                     |                                                | Noorderkade 2                                                  | 52° 43' 38" NB, 5° 57' 31" OL | 10474  | Meer afbeeldingen |
| Pand met gecementeerde klokgevel met top met natuurstenen aanzetvoluten en schelpornament in natuurstenen omlijsting met boogvormig sluitstuk | Woonhuis                  | 18e eeuw                                                                                      |                                                | Noorderkade 3                                                  | 52° 43' 38" NB, 5° 57' 31" OL | 10475  | Meer afbeeldingen |
| Pand met eenvoudige lijstgevel met forse lijst en dakkapel met vleugelstukken | Woonhuis                  | 19e eeuw                                                                                      |                                                | Noorderkade 8                                                  | 52° 43' 37" NB, 5° 57' 31" OL | 10476  | Pand met eenvoudige lijstgevel met forse lijst en dakkapel met vleugelstukken                                                                           |
| Pand met lijstgevel met voordeur met bovenlicht, forse lijst en dakkapel met schulprand en zijvleugels | Woonhuis                  | 1800-1850                                                                                     |                                                | Noorderkade 9                                                  | 52° 43' 36" NB, 5° 57' 31" OL | 10477  | Meer afbeeldingen |
| Pand met eenvoudige lijstgevel | Woonhuis                  | 18e-19e eeuw                                                                                  |                                                | Noorderkade 11                                                 | 52° 43' 36" NB, 5° 57' 30" OL | 10478  | Meer afbeeldingen |
| Pand met klokgevel met top met aanzetvoluten in top bekroond door rococo-kuif in natuurstenen omlijsting | Woonhuis                  | 18e eeuw                                                                                      |                                                | Noorderkade 12                                                 | 52° 43' 36" NB, 5° 57' 30" OL | 10479  | Meer afbeeldingen |
| Voorm. raadhuis | Woonhuis                  | midden 19e eeuw (samenv. van twee 18e-eeuwse panden)                                          |                                                | Noorderkade 13                                                 | 52° 43' 36" NB, 5° 57' 30" OL | 10480  | Meer afbeeldingen |
| Pand met eenvoudige lijstgevel met geprofileerde lijst en voordeur met bovenlicht | Woonhuis                  | 19e eeuw                                                                                      |                                                | Noorderkade 17                                                 | 52° 43' 34" NB, 5° 57' 29" OL | 10481  | Meer afbeeldingen |
| Pand met eenvoudige lijstgevel met forse lijst voorzien van blokjes en tandlijst | Woonhuis                  | 19e eeuw                                                                                      |                                                | Noorderkade 18                                                 | 52° 43' 34" NB, 5° 57' 29" OL | 10482  | Meer afbeeldingen |
| Pand met eenvoudige lijstgevel met ingezwenkte zijstukken aan weerszijden van geprofileerde lijst | Woonhuis                  | 19e eeuw                                                                                      |                                                | Noorderkade 19                                                 | 52° 43' 34" NB, 5° 57' 29" OL | 10483  | Meer afbeeldingen |
| Pand met verminkte pilastergevel onder een kap gebracht met nr. 21 | Woonhuis                  | 17e eeuw (kern)                                                                               |                                                | Noorderkade 20                                                 | 52° 43' 34" NB, 5° 57' 29" OL | 10484  | Meer afbeeldingen |
| Pand met verminkte pilastergevel onder een kap gebracht met nr. 20 | Woonhuis                  | 17e eeuw (kern)                                                                               |                                                | Noorderkade 21                                                 | 52° 43' 34" NB, 5° 57' 29" OL | 10485  | Meer afbeeldingen |
| Pand met eenvoudige lijstgevel met ingebogen zijstukken naast geprofileerd lijstje en met voordeuromlijsting met gepaneleerde zijposten | Woonhuis                  |                                                                                               |                                                | Oude Verlaat 3                                                 | 52° 43' 39" NB, 5° 57' 36" OL | 10486  | Meer afbeeldingen |
| De Rietvink | Woonhuis                  |                                                                                               |                                                | Rietvink 8                                                     | 52° 43' 38" NB, 5° 57' 45" OL | 10487  | Meer afbeeldingen |
| Pand met door rond lijstje bekroonde klokgevel met voordeur met bovenlicht | Woonhuis                  | 1788                                                                                          |                                                | Zuiderkade 11                                                  | 52° 43' 32" NB, 5° 57' 36" OL | 10488  | Meer afbeeldingen |
| Joodse begraafplaats | Begraafplaats en -onderdl | 1771                                                                                          |                                                | Slingerpad                                                     | 52° 43' 31" NB, 5° 57' 45" OL | 10489  | Meer afbeeldingen |
| Haven en Het Sas (keersluis) | Waterweg, werf en haven   | 1900 (sluisdeuren) 1904 (sluismechaniek)                                                      |                                                | omsloten door Noorderkade, Bierkade, Wortelhaven en Zuiderkade | 52° 43' 35" NB, 5° 57' 34" OL | 10490  | Meer afbeeldingen |
| Brug en sluizen | Waterweg, werf en haven   | 1912-'13                                                                                      |                                                | bij Wortelmarkt en Zuiderstraat                                | 52° 43' 35" NB, 5° 57' 41" OL | 10491  | Brug en sluizen |
| Noorderkade, Bierkade, Zuiderkade, gracht, kerkhof en de overblijfselen van de vroegere omwalling | Waterweg, werf en haven   | 1581 (omwalling)                                                                              |                                                | in en om het dorp                                              | 52° 43' 35" NB, 5° 57' 25" OL | 10492  | Noorderkade, Bierkade, Zuiderkade, gracht, kerkhof en de overblijfselen van de vroegere omwalling                                                       |
| Smal pand met klokgevel bekroond door recht lijstje | Woonhuis                  | late 18e eeuw                                                                                 |                                                | Oude Verlaat 11                                                | 52° 43' 40" NB, 5° 57' 37" OL | 28285  | Meer afbeeldingen |
| Voorm. Prins Maurits Weeshuis | Sociale zorg, liefdadigh. | 1873 1928 (verb.) v.a. 1970 meermalen gewijzigd                                               |                                                | Brouwerstraat 2                                                | 52° 43' 37" NB, 5° 57' 37" OL | 507457 | Meer afbeeldingen |
| Doopsgezinde Vermaning "Het Lam" | Kerk en kerkonderdeel     | ca. 1820 1862 (verb.)                                                                         | A.J. Doijer (1862)                             | Breestraat 2                                                   | 52° 43' 39" NB, 5° 57' 39" OL | 507462 | Meer afbeeldingen |